# جولييت روبرتس
جولييت روبرتس (بالإنجليزية: Juliet Roberts)‏ هي مغنية بريطانية، ولدت في 6 مايو 1962 في لندن في المملكة المتحدة.

## وصلات خارجية
- جولييت روبرتس على موقع ميوزك برينز (الإنجليزية)
- جولييت روبرتس على موقع أول ميوزيك (الإنجليزية)
- جولييت روبرتس على موقع ديسكوغز (الإنجليزية)
- جولييت روبرتس على موقع ديسكوغز (الإنجليزية)